# Calopadia subcoerulescens
Calopadia subcoerulescens är en lavart som först beskrevs av Alexander Zahlbruckner, och fick sitt nu gällande namn av Vezda 1988. Calopadia subcoerulescens ingår i släktet Calopadia och familjen Ectolechiaceae.   Inga underarter finns listade i Catalogue of Life.